# ア・パストリーサ

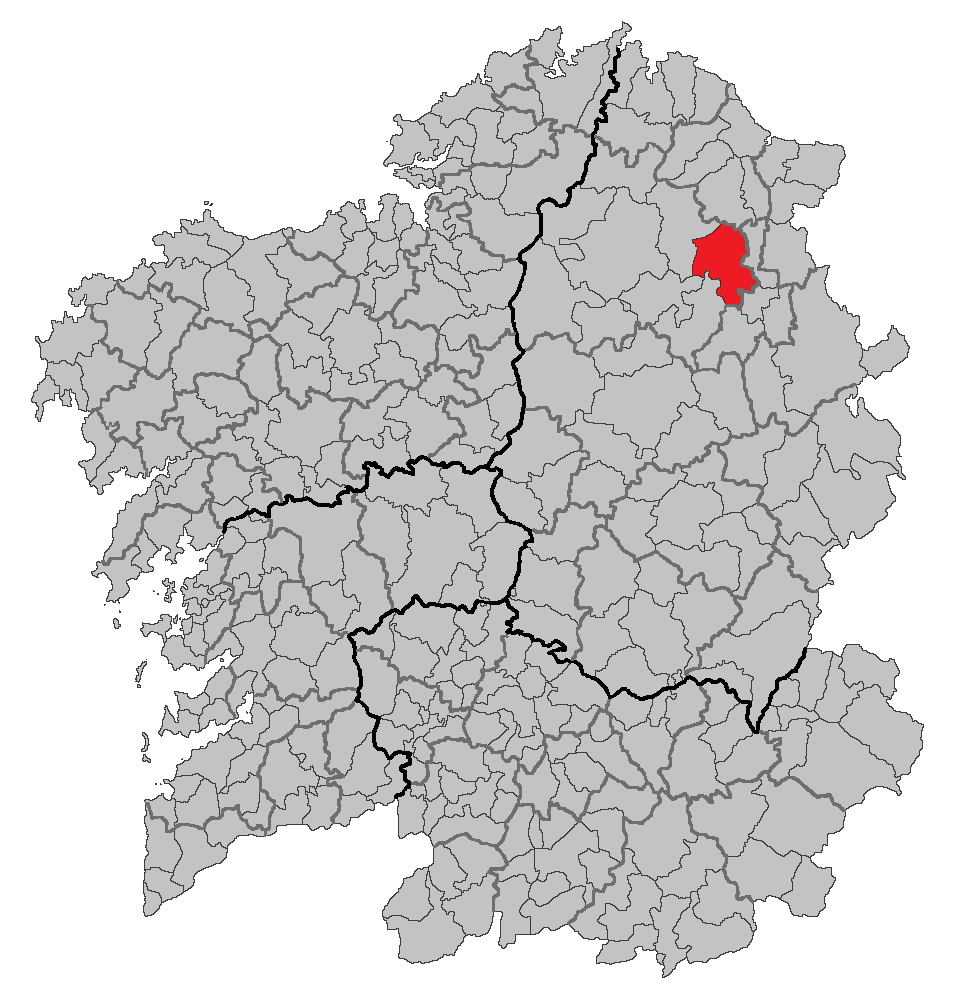

ア・パストリーサ（A Pastoriza）は、スペイン、ガリシア州、ルーゴ県の自治体、コマルカ・ダ・テーラ・チャに属す。ガリシア統計局によれば、2009年の人口は3,566人（2006年:3,726人、2005年:3,787人、2004年:3,856人、2003年:3,911人）。住民呼称は、男女同形のpastoricense。カスティーリャ語表記は定冠詞のないPastoriza。
ガリシア語話者の自治体住民に占める割合は99.97％（2001年）。

## 地理
ア・パストリーサはルーゴ県の北部に位置し、コマルカ・ダ・テーラ・チャに属する。北がモンドニェード、東がリオトルトと、南がコスペイト、カストロ・デ・レイ、ポル、メイラと、西がアバディンの各自治体と隣接する。

### 人口
| ア・パストリーサの人口推移 1900－2010                   |
|                                                         |
| 出典:INE（スペイン国立統計局）1900年 - 1991年、1996年 - |

## 歴史
自治体内には数多くのカストロ文化時代の定住跡（カストロ）が残されているが、ローマ帝国時代やスエビ王国時代のものはほとんど残されていない。6世紀のスエビ王国時代の教区について記している写本Parrochiale suevum]にはア・パストリーサとモンドニェードの南部の平原地帯におかれていたブリトニア教区（Diocese de Britonia）について、言及している。
1821年、ア・パストリーサはビランという名で、自治体として創設され、1840年には現在の名称に変更された。

## 政治
自治体首長はガリシア社会党（PSdeG-PSOE）のプリミティーボ・イグレシアス・シエラ（Primitivo Iglesias Sierra）、自治体評議員は、ガリシア国民党：5、ガリシア社会党（PSdeG-PSOE）：4、ガリシア民族主義ブロック（BNG）：2となっている（2007年の自治体選挙の結果）。

## 教区
ア・パストリーサは19の教区に分けられる。太字は自治体中心地区のある教区。
- ア・アグアルダ（サン・マルティーニョ）
- アルバレ（サンタ・マリーア）
- バルタール（サン・ペドロ・フィス）
- ブレトーニャ（サンタ・マリーア）
- カダベード（サン・バルトロメウ）
- クレセンテ（オ・サルバドール）
- フォミニャ（オ・サルバドール）
- ゲイモンデ（サン・マメーデ）
- ラゴア（サン・ショアン）
- ロボーソ（サント・アンドレ）
- パストリーサ（オ・サルバドール）
- ポウサーダ（サンタ・カタリーナ）
- ア・レゲイラ（サン・ビセンテ）
- レイゴーサ（サンティアーゴ）
- サルダンシェ（サン・ミゲル）
- サン・コスメ・デ・ピニェイロ（サン・コスメ）
- サン・マルティーニョ・デ・コルベージェ（サン・マルティーニョ）
- ウベダ（サン・ショアン）
- ビアン（サンタ・マリーア）